# Todoque

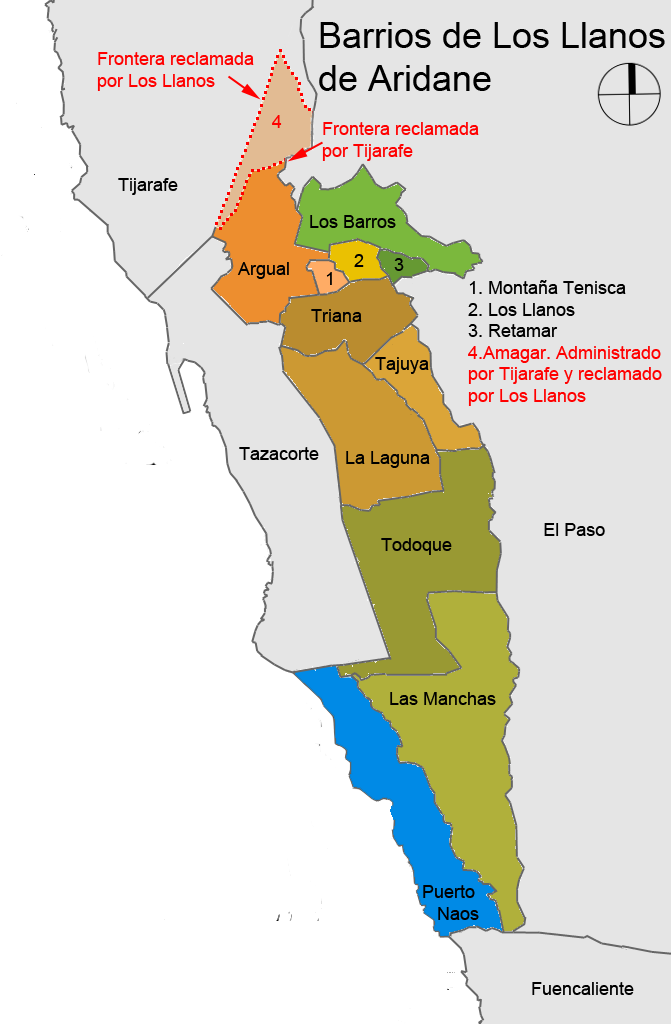
Lage von Todoque innerhalb der Gemeinde Los Llanos de Aridane

Todoque war ein Gemeinde-Teil  (Barrio) von Los Llanos de Aridane, einer der 14 Gemeinden auf der Kanarischen Insel La Palma. Es lag im Südwesten der Insel und bestand außer dem Dorf Todoque als Kern  aus einer ausgedehnten Streusiedlung (Diseminado). Die angrenzenden Gemeindeteile der Gemeinde Los Llanos de Aridane sind La Laguna im Norden und Las Manchas im Süden. Im Osten und Westen grenzte es an die Gemeinden El Paso bzw. Tazacorte.
Im Jahre 2021 zerstörten Lavaströme eines Vulkanausbruchs das gesamte Kern-Dorf und große weitere Teile von Todoque.

## Geschichte
Bis Ende des 15. Jahrhunderts war das Gebiet Teil des altkanarischen Kantons Tihuya, der sich südlich des Kantons Aridane und nördlich von Tamanca zwischen dem Atlantik und der Cumbre Vieja erstreckte. 
In diesem Gebiet gab es Überreste von Hütten, die als goronas bekannt waren und mit dem Leben der Benahoaritas in Verbindung gebracht werden. Heute noch weist der Camino de La Jurona darauf hin. Nach der Eroberung und Eingliederung der Insel in das kastilische Königreich wurde das Gebiet als Gemeindeland betrachtet. Kleine, wenig wertvolle Anbauflächen herrschten vor, die von vulkanischem Terrain und unbewirtschaftetem Ödland umgeben waren.
Gaspar Frutuoso zufolge wurde in diesem Gebiet 1567/68 hauptsächlich Viehzucht betrieben, und die Bewohner waren hauptsächlich Nachkommen der einheimischen Ureinwohner, obwohl es auch Siedler europäischer Herkunft gab. Da es praktisch kein Quellwasser gab, beschränkte sich die neuzeitliche Landwirtschaft zunächst auf kleinflächigen Regenfeldbau von Weizen, Roggen und Weinreben. Die Wasserversorgung erfolgte im Wesentlichen aus kleinen Zisternen, die aus Teaholz gefertigt waren und mit Niederschlag gefüllt wurden; auch wurde Wasser aus öffentlichen Brunnen von Nachbarorten wie Los Llanos geholt. In der Sprache der Eingeborenen hieß der Ort möglicherweise Tedote, was vermutlich einen mit Vegetation bedeckten Hügel bezeichnet. Noch Anfang des 20. Jahrhunderts wurde  auch Tedoque als Ortsname überliefert, später immer Todoque.

### Vulkanausbruch 2021

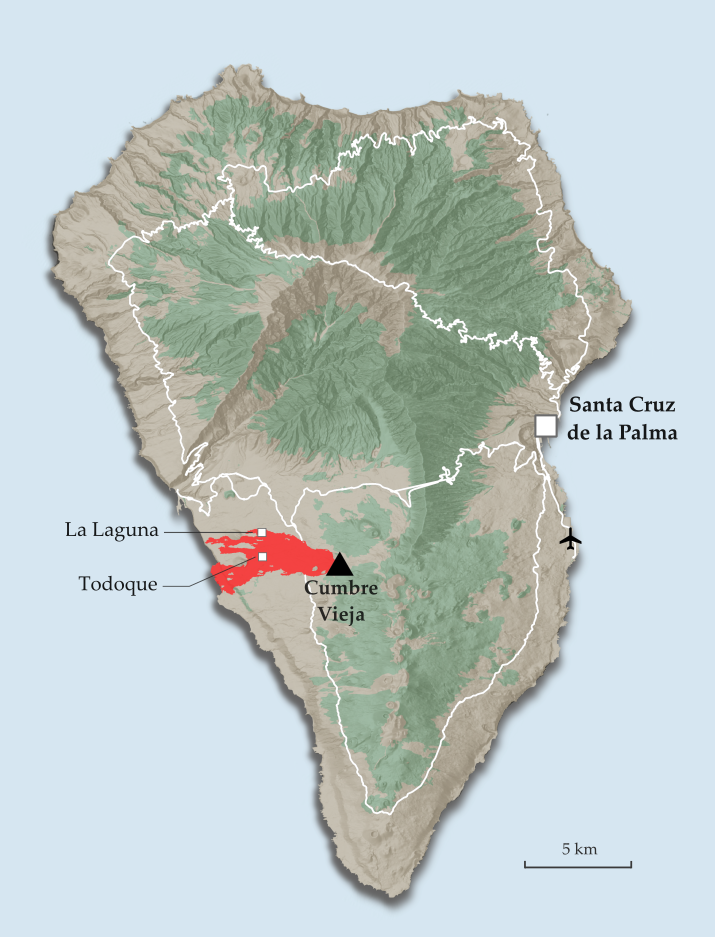
Lage des Kern-Dorfes Todoque auf La Palma und innerhalb des Lavastroms am 23. November 2021

Am 19. September 2021 brach ein neuer Vulkan an der Flanke des Bergrückens Cumbre Vieja oberhalb von El Paraíso (Streusiedlung im  Barrio Las Manchas in der Gemeinde El Paso) aus. Neben Rauchsäulen aus Dampf und Asche trat auch ein Lavastrom aus, der sich schnell nach Westen in Richtung Meer bewegte. Schon vorher, alarmiert durch andauernde Erdbeben, wurden auch die Einwohner von Todoque evakuiert, da sie nach denen von El Paraíso am meisten gefährdet waren. Am zweiten Tag hatte der Lavastrom die Grenze von Todoque an der Landstraße LP-2 überschritten und kam bis auf 500 Meter an das Zentrum von Todoque heran. Dabei zerstörte er die Gebiete entlang des Camino Pastelero. Dann wurde die Lava zähflüssiger und stoppte kurzzeitig im Ortskern entlang der Hauptstraße. Die Feuerwehr wollte die Kirche San Pio X. mit ihrem markanten Turm retten, indem sie versuchte, den Lavastrom umzuleiten.
Am 26. September setzte sich dieser aber wieder in Bewegung und verschüttete den westlichen Teil des Ortskerns samt Kirche. Als der Kirchturm unter dem Druck der Lava zusammenbrach, wurde dies zum vielfach publizierten Symbolereignis.
Am 10. Oktober zerstörte ein weiterer Lavastrom die wenigen verbliebenen Gebäude nördlich des Ortskerns. Danach verbreiterte sich der Lavastrom an seinem linken Rand und überdeckte auch die südlichen Teile des Barrios mit Ausnahme von etwa 40 Häusern am Camino La Majada, die kurz vor Ende des Ausbruchs am 5. Dezember 2021 von Lava eingeschlossen wurden.

### Nuevo Todoque
Im November 2021, während der Vulkanausbruch noch andauerte, wurde ein neues Viertel namens „Nuevo Todoque“ vorgeschlagen, das südlich des zerstörten Todoque auf einem 400.000 Quadratmeter großen Grundstück mit 543 Häusern entstehen soll, obwohl es in einem vulkanischen Risikogebiet liegt. Im März 2023, unterstützte der Service-Club Rotary International den Bau einer Schule südlich der Lavafelder in Nuevo Todoque, die die zerstörten Schulen in Todoque (Colegio de Educación Infantil y Primaria Todoque) und Los Campitos (Colegio de Educación Infantil y Primaria Los Campitos) ersetzen wird. Die Organisation wird eine Million Euro für den Bau der künftigen Schule beisteuern.

## Bevölkerung
| 2000 | 2002 | 2004 | 2006 | 2008 | 2010 | 2012 | 2014 | 2016 | 2018 | 2020 |
| ---- | ---- | ---- | ---- | ---- | ---- | ---- | ---- | ---- | ---- | ---- |
| 1132 | 1245 | 1190 | 1314 | 1371 | 1393 | 1406 | 1334 | 1279 | 1263 | 1310 |

Im Jahre 2020 wohnten von den 1310 Einwohnern 206 im Dorf bzw. Ortskern Todoque und 110 in der Streusiedlung.

## Sehenswürdigkeiten
- Wahrzeichen des Ortes war die 2021 zerstörte Kirche San Pio X. mit ihrem markanten Turm.